# Роже I Транкавель

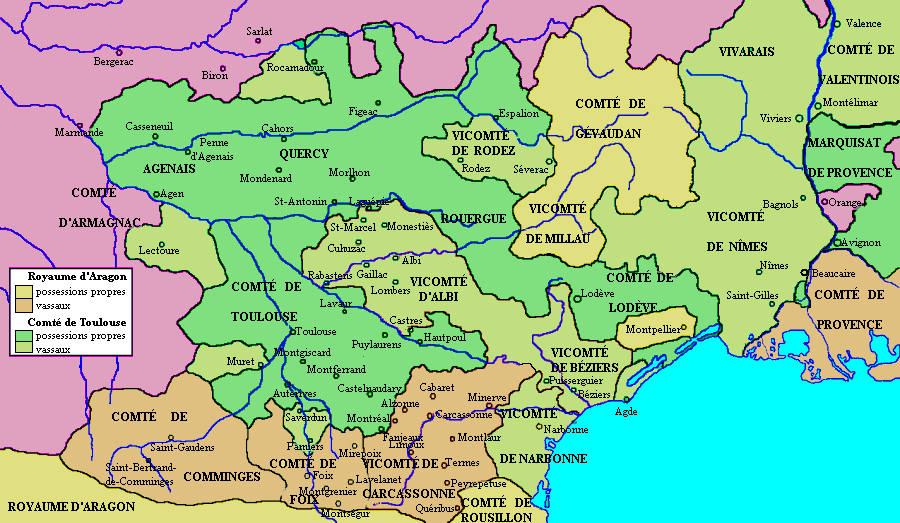
Альби и Каркассон на карте Окситании XII в.

Роже I Транкавель (фр. Roger Ier Trencavel, ум. 1150) — виконт Альби и Каркассона с 1129 года. Сын Бернара Атона IV и Сесили Прованской.

## Биография
При разделе владений отца Роже I получил Альби, Каркассон и Разес.
Принес вассальную присягу тулузскому графу Альфонсу Журдену, но когда тот попытался захватить Нарбонн, вступил с ним в противостояние. Один из рыцарей Роже Транкавеля, Бернар де Канне, в 1143 захватил Альфонса Журдена в плен, и Роже навязал ему выгодный для себя договор.
В 1149 году принес вассальную присягу Раймунду V — новому тулузскому графу (возможно, он сделал это, чувствуя угрозу со стороны графов Барселоны).

## Семья
28 апреля 1139 года Роже Транкавель женился на Бернарде де Комменж, дочери комменжского графа Бернара I. Но похоже, что детей у них не было, поскольку после смерти Роже ему наследовал его брат Раймон.